# Ngampel (Balongpanggang)
Ngampel is een bestuurslaag in het regentschap Gresik van de provincie Oost-Java, Indonesië. Ngampel telt 1566 inwoners (volkstelling 2010).